# Орихалк
Орихалк или аврихальк — таинственный металл или сплав, о котором упоминают древнейшие греческие авторы. Ещё в VII веке до н. э. Гесиод сообщает, что из орихалка был сделан щит Геракла. В одном из гомеровских гимнов (около 630 года до н. э.) соответствующий эпитет применён к локонам Афродиты.

## Орихалк у Платона
Самое подробное описание орихалка даётся Платоном в диалоге «Критий». Со слов Крития, вещество это было в ходу в Атлантиде:
Большую часть потребного для жизни давал сам остров, прежде всего любые виды ископаемых твёрдых и плавких металлов, и в их числе то, что ныне известно лишь по названию, а тогда существовало на деле: самородный орихалк, извлекавшийся из недр земли в различных местах острова и по ценности своей уступавший тогда только золоту.
В дальнейшем Критий сообщает, что «отношения атлантидцев друг к другу в деле правления устроялись сообразно с Посейдоновыми предписаниями, как велел закон, записанный первыми царями на орихалковой стеле, которая стояла в средоточии острова — внутри храма Посейдона». Кроме того, «стены вокруг наружного земляного кольца цитадели они по всей окружности обделали в медь, нанося металл в расплавленном виде, стену внутреннего вала покрыли литьём из олова, а стену самого акрополя — орихалком, испускавшим огнистое блистание».

## Орихалк после Платона
Иосиф Флавий упоминает об орихалке в «Иудейских древностях», сообщая, что священные сосуды в храме Соломона были изготовлены из этого металла. Согласно псевдо-аристотелевскому трактату De mirabilibus auscultationibus, этот сияющий металл получали при плавке меди путём добавления кальмии, особой породы, которую привозили с берегов Чёрного моря. По мнению Плиния Старшего, металл этот вышел из употребления тогда, когда были истощены его копи. В новое время писал об орихалке в «Новой Атлантиде» Фрэнсис Бэкон.
Впоследствии смутные представления об орихалке как о древнем веществе, доступном только избранным, неоднократно использовались в своих целях эзотерическими обществами и религиозными сектами. Так, брат Джозефа Смита, основателя Церкви Иисуса Христа Святых последних дней, заявлял, что золотые листы (скрижали) мормонизма были выполнены из сплава золота и меди. Дальнейшее развитие эта тема получила в научно-фантастической литературе и в компьютерных играх.

## Версии идентификации
Древнегреческое слово ὀρείχαλκος составлено из основ слов όρος «гора» и χαλκός «медь» и может быть переведено как «горная медь». Латинские авторы ошибочно транслитерировали это слово как aurichalcum, буквально «златомедь». На основании этого чтения распространилась идентификация орихалка с различными сплавами золота и меди. В гомеровских гимнах слово «орихалк» принято переводить как «жёлтая медь» либо «украшения из жёлтой меди».
В популярной литературе распространена точка зрения, что орихалк — это самородная латунь или алюминий. Между тем, сам сплав латунь был хорошо известен грекам классического периода и отнюдь не «только лишь по названию», как пишет об орихалке Платон, в то время как месторождения самородной латуни были на период классической Греции все исчерпаны (следует заметить, что в научной литературе XIX—XX веков данная версия отвергалась потому, что месторождения самородной латуни были неизвестны — впервые она была найдена в самом конце XX века и в геологии именуется «цинкистая медь»). Алюминий же был впервые получен в XIX веке — хотя существуют апокрифические сказания о некогда преподнесённой в дар императору Тиберию чаше из «невероятно лёгкого металла, полученного из глины». Едва ли более надёжными являются сопоставления платоновского металла с халькопиритом, нефритом, янтарём и прочими минералами и поделочными камнями.
В нумизматике орихалком называют бронзовый сплав с золотым оттенком, из которого в Древнем Риме чеканили сестерции. В новогреческом языке словом ορείχαλκος называют латунь.
В последнее время гипотеза, отождествляющая орихалк с латунью, получила дополнительное подтверждение. В 2014 году у берегов Сицилии были обнаружены следы кораблекрушения, произошедшего в первой половине VI века до н. э., где среди обломков были обнаружены слитки сплава, состоящего из 75-80 % меди, 15-20 % цинка и незначительного (следового) количества никеля, свинца и железа. Сопоставить этот металл с легендарным орихалком можно благодаря глиняной табличке примерно тех времен, где имеется сообщение, что у берегов острова Сицилия возле бухты Рес затонул корабль с орихалком на борту. То, что тогда именовали бухтой Рес, находится возле места кораблекрушения.